# Luna, Cluj
Luna là một xã thuộc hạt Cluj, România. Dân số thời điểm năm 2002 là 4432 người.